# Atac en grup

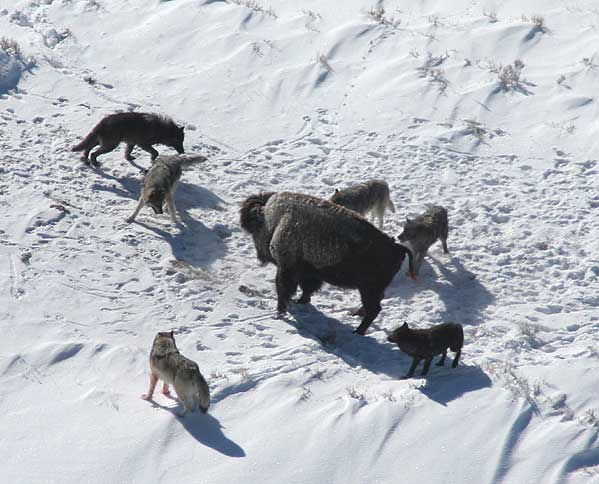
Llopada caçant un bisó.

L'atac en grup és el practicat pels caçadors en grup que són depredadors pertanyents al regne animal, que han evolucionat per caçar la seva presa mitjançant el treball conjunt amb altres membres de les seva espècie. Normalment, aquests animals estan estretament relacionats entre si. El caçador en grup més conegut és el llop, l'avantpassat de totes les races domesticades de gossos.
La història dels caçadors en grup es pensa que és el principal conducte a través del qual els éssers humans han estat capaços de formar una relació mútua amb els gossos (és a dir, la domesticació), ja que ambdues espècies són altament socials i interdependents. Els éssers humans i els seus parents vius més propers, els ximpanzés, són ells mateixos caçadors en grup, fins i tot sense l'ajuda d'altres espècies. Altres caçadors en grup inclouen senzills artròpodes com les formigues, mamífers molt intel·ligents com els dofins, orques, llops i hienes, algunes aus, com el Harris Hawk, i de vegades els cocodrils. Hi ha una possibilitat que alguns dinosaures teròpodes mostressin també el comportament d'atac en grup.
Quan els llops cacen un ant o un bisó, de vegades porta a llocs amb molta aigua per evitar la llopada. Una resposta dels llops contra aquest comportament és que llopada descansa mentre un o dos llops molesten la presa fins que aquesta es fatiga.
L'organització de les llopades inclou alguns individus alfa] que s'alimenten els primers de la presa morta i que engendren la majoria dels cadells de llopada.
Cal remarcar que alguns animals que són "socials", però que sempre cacen totss sols, com el cas del gat domèstic, no són caçadors en grup.